# Éparchie de Magnitogorsk

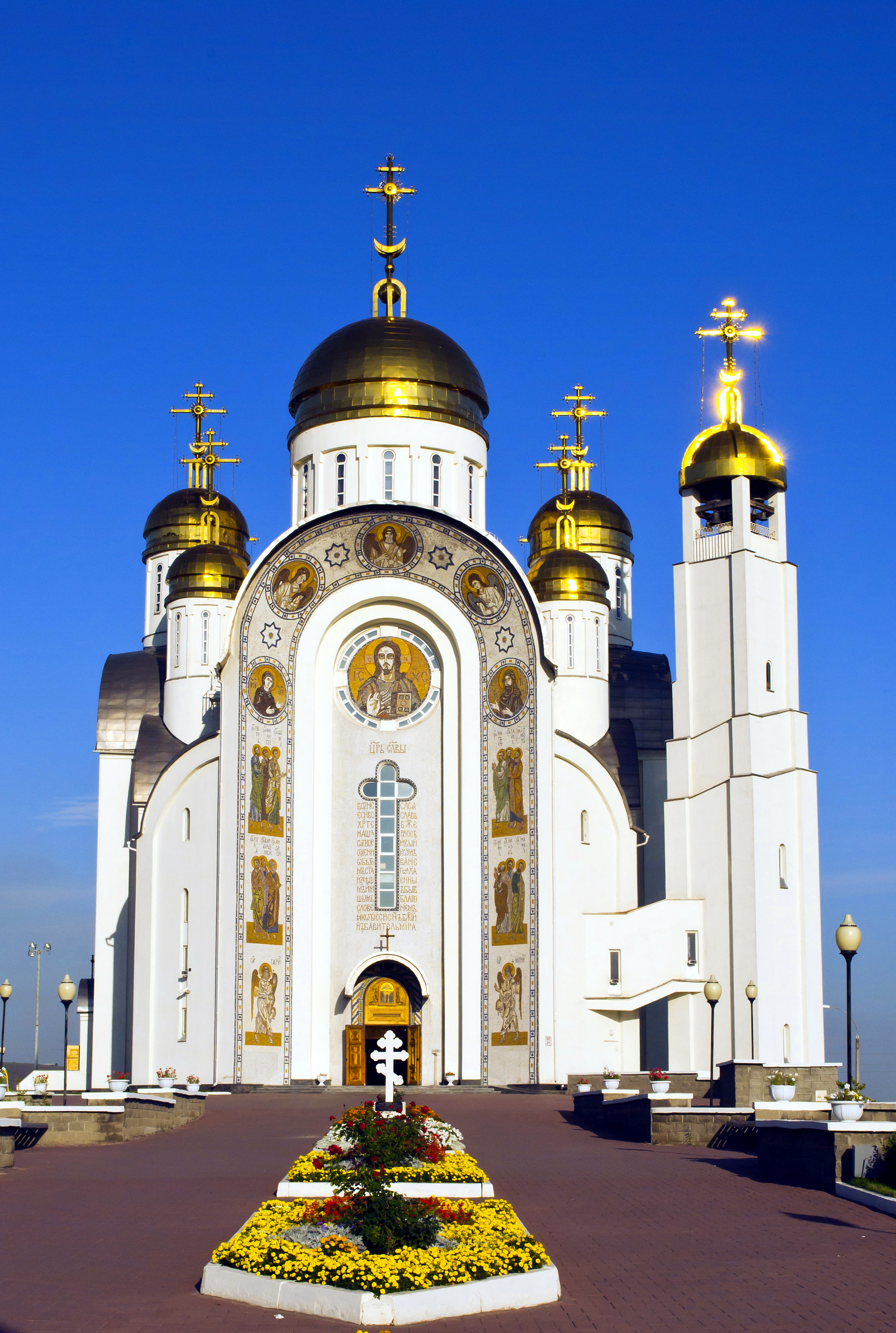
Cathédrale de l'Ascension de Magnitogorsk.

L'éparchie de Magnitogorsk (Магнитого́рская епархия) est une éparchie (ou diocèse) de l'Église orthodoxe russe, réunissant les paroisses et les monastères de la partie Sud de l'oblast de Tcheliabinsk en Russie, dans les limites des raïons d'Agapovka, de Bredy, de Verkhneouralsk, de Kartaly, de Kizilskoïe et des Nagaïbaks et incluant la ville de Magnitogorsk. Elle dépend de l'archidiocèse métropolitain de Tcheliabinsk.
Son siège est la cathédrale de l'Ascension de Magnitogorsk.

## Histoire
Le vicariat de Magnitogorsk de l'éparchie de Tcheliabinsk est érigé par une décision du Saint-Synode de l'Église orthodoxe russe du 19 juillet 2006. Il n'est pas remplacé après 2008.
Le 26 juillet 2012, il est érigé en diocèse (éparchie chez les orthodoxes) recevant son territoire de la partie méridionale de l'éparchie de Tcheliabinsk.

## Ordinaires
Vicariat de Magnitogorsk
- Théophilacte (Kourianov) (24 septembre 2006 - 6 octobre 2008)

Éparchie de Magnitogorsk
- Innocent (Vassetski) (11 octobre 2012 - 30 août 2019)
- Grégoire (Pétrov) (30 août 2019 - 26 décembre 2019) par interim, métropolite de Tcheliabinsk[3]
- Zossime (Baline) (depuis le 26 décembre 2019)

## Doyennés
L'éparchie est divisée en 7 doyennés:
- Agapovka (correspondant au raïon d'Agapovka);
- Bredy (correspondant au raïon de Bredy);
- Verkhneouralsk (correspondant au raïon de Verkhneouralsk);
- Kartaly (raïon de Kartaly et ville de Lokomotivny);
- Kizilskoïe (correspondant au raïon de Kizilskoïe);
- Magnitogorsk (correspondant à la ville de Magnitogorsk);
- Doyenné des Nagaïbaks (correspondant au raïon des Nagaïbaks).

Ces 7 doyennés regroupent en tout 41 paroisses pour 73 lieux de culte et un monastère.

## Monastère
- Monastère féminin Saint-Siméon-et-Sainte-Anne de Kizilskoïe.